# Dennis Bergkamp
Dennis Nicolaas Maria Bergkamp (* 10. Mai 1969 in Amsterdam) ist ein ehemaliger niederländischer Fußballspieler und jetziger -trainer. Bekannt für seine ausgeprägten technischen Fertigkeiten, agierte er zunächst als Flügelspieler im Mittelfeld, später allerdings als Mittelstürmer und zuletzt häufig als zurückhängende Spitze. Er wurde in der renommierten Jugendabteilung von Ajax Amsterdam ausgebildet und gewann dort 1987 den Europapokal der Pokalsieger, 1992 den UEFA-Pokal sowie zweimal den niederländischen Pokal (1987, 1993) und 1990 die niederländische Meisterschaft. Nach zwei relativ enttäuschenden Jahren in Italien bei Inter Mailand – größter Erfolg dort war der Sieg im UEFA-Pokal 1994 – wechselte er 1995 zum englischen FC Arsenal nach London. Dort verhalf er dem Klub in insgesamt elf Jahren zu zahlreichen Titeln, darunter jeweils drei englische Meisterschaften (1998, 2002, 2004) und FA-Cup-Trophäen (2002, 2003, 2005). Seine Teilnahme am Champions-League-Endspiel 2006 gegen den FC Barcelona (1:2) war gleichzeitig Bergkamps letzter Auftritt als Profifußballer.
Bergkamp war niederländischer Nationalspieler und nahm an zwei Welt- (1994, 1998) sowie drei Europameisterschaften (1992, 1996, 2000) teil. In 79 Länderspielen schoss er 37 Tore, womit er während seiner aktiven Laufbahn Faas Wilkes als Rekordtorschützen ablöste – später wurde er selbst von Patrick Kluivert übertroffen.

## Karriere

### Als Vereinsspieler

#### Ajax Amsterdam (1981–1993)

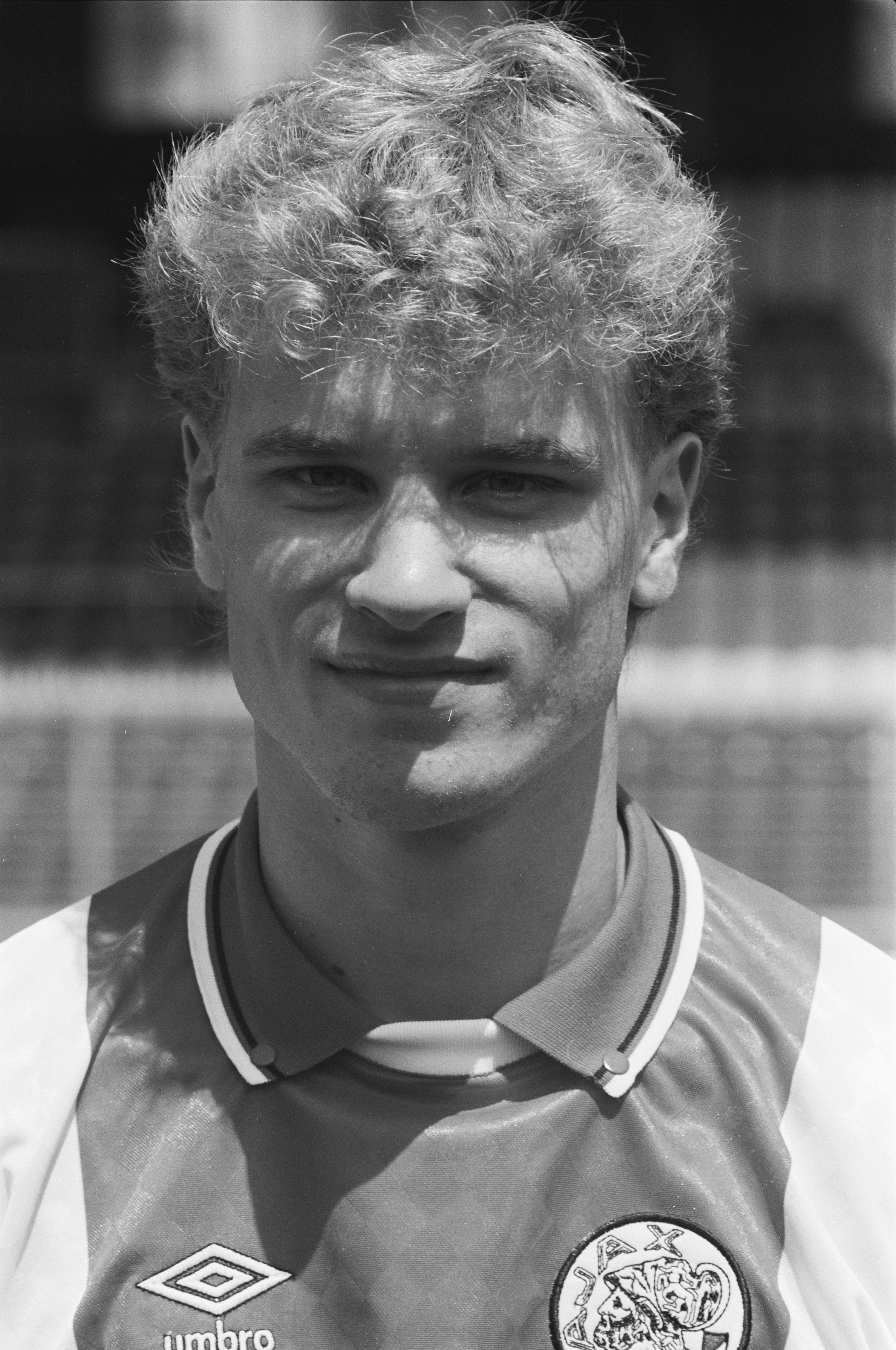
Dennis Bergkamp als junger Ajax-Spieler (1989)

Dennis Bergkamp stammt aus einem Arbeitervorort der niederländischen Hauptstadt Amsterdam. Er ist der jüngste von vier Söhnen der Eheleute Wim und Tonnie Bergkamp. Sein Vater war von Beruf Elektriker und als Amateurfußballer in den unteren Spielklassen unterwegs, benannte er seinen Sprössling nach dem schottischen Stürmer Denis Law – nach Schwierigkeiten auf dem Standesamt wurde ein zweites „n“ ergänzt. Auf den Spuren seines Namensvetters zeigte sich Dennis in frühen Jahren als talentierter Fußballer und im Alter von elf Jahren wurde er in die Jugendabteilung von Ajax Amsterdam aufgenommen. Unter dem damaligen Trainer Johan Cruyff gab er am 14. Dezember 1986 als 17-Jähriger gegen Roda Kerkrade sein Profidebüt. Die Partie endete mit einem 2:0-Sieg und gut zwei Monate später schoss er gegen den HFC Haarlem (6:0) am 22. Februar 1987 sein erstes Tor. Insgesamt absolvierte er 23 Pflichtspiele in der Saison 1986/87. Dazu zählten auch ein umfeierter Einstand im Europapokal der Pokalsieger gegen Malmö FF und später seine Einwechslung im Finale gegen den 1. FC Lokomotive Leipzig (1:0). Dazu kam er im niederländischen Pokalfinale 1987 gegen den FC Den Haag in der 78. Minute für John van ’t Schip beim Stand von 1:2 zum Einsatz; die Partie wurde noch durch zwei Tore von Marco van Basten in der Verlängerung mit 4:2 gewonnen.
Nachdem van Basten zur AC Mailand gewechselt war, entwickelte sich Bergkamp zu einer festen Größe im Ajax-Team und zu einem hoffnungsvollen Torjäger. Der spielstarke Edeltechniker avancierte zum prägenden Offensivakteur seiner Mannschaft und gewann mit dem Klub in der Saison 1989/90 seinen ersten und einzigen Meistertitel – zuvor hatte Ajax 1985 zuletzt den Titel gewonnen. In den drei Jahren bis zum Ende der Saison 1992/93 war er danach jeweils Torschützenkönig der niederländischen Ehrendivision (in der Saison 1990/91 gemeinsam mit Eindhovens Romário) und gewann 1992 sowie 1993 die Auszeichnung zum Fußballer des Jahres der Niederlande. Dazu kamen nach einem Finalerfolg gegen Torino Calcio der UEFA-Pokal 1992 und in seinem letzten Ajax-Jahr der niederländische Pokal, wobei er beim 6:2-Endspielsieg gegen den SC Heerenveen den Treffer zum zwischenzeitlichen 5:1 erzielt hatte. Insgesamt gelangen ihm für Ajax in 239 Pflichtspielen 122 Tore, dazu zählten 103 Treffer in 185 Ligapartien.

#### Inter Mailand (1993–1995)
Im Jahr 1993 wechselte Bergkamp zusammen mit seinem Vereinskollegen Wim Jonk in die italienische Serie A zu Inter Mailand – die Transfersumme für diesen Deal wurde in den Medien auf 15,5 Millionen US-Dollar taxiert. Bergkamps Entscheidung für Inter war in erster Linie die Wahl der aus seiner Sicht damals weltweit besten Fußballliga, womit er sich auch gegen den (unausgesprochenen) Rat seines Ajax-Trainers Cruyff wandte, der ihm den offensiveren Stil des FC Barcelona nahelegte. Nachdem er den AC Mailand aufgrund der vormals dort aktiven Landsleute Ruud Gullit, Marco van Basten und Frank Rijkaard ausgeschlossen hatte, fiel die Entscheidung zwischen Juventus Turin und Inter Mailand zugunsten des zuletzt genannten Klubs. Bedenken hinsichtlich des defensiven Spielstils der Nerazzurri entgegnete die sportliche Leitung mit dem Versprechen, sich künftig offensiver zu orientieren. Dieses wurde jedoch nur zu Beginn eingehalten und schnell verfiel Inter in die alte Defensivtaktik. Der Ligaalltag gestaltete sich in der Saison 1993/94 für Bergkamp trist. Er steuerte gerade einmal acht Ligatore bei und Inter vermied sogar den möglichen Abstieg in die Zweitklassigkeit mit einem enttäuschenden 13. Tabellenplatz nur knapp. Häufig sah sich Bergkamp einer Vielzahl von gegnerischen Abwehrspielern „isoliert“ gegenüber und von seinem Sturmpartner Rubén Sosa, mit dem er auf dem Platz nicht harmonierte, kam wenig Unterstützung. Die wenigen Glanzlichter setzte er im UEFA-Pokal. Dort schoss er in seinem ersten Jahr acht Tore und verhalf dem Klub zum Cuperfolg (für den einzigen Treffer zum 1:0-Endspielsieg gegen den SV Austria Salzburg sorgte Jonk).
Seine zurückhaltende Art sorgte auch in seinem zweiten Jahr nicht dafür, dass er sich besser integrierte. Weite Teile der italienischen Sportpresse und Mitspieler kritisierten den Niederländer massiv und so standen die Zeichen schnell auf Abschied. Bereits im Oktober 1994 hatte der FC Bayern München versucht, Bergkamp zu verpflichten. Den Zuschlag erhielt nach einer weiteren enttäuschenden Inter-Saison (1994/95) und nur drei Ligatoren letztlich der FC Arsenal aus London. Die „Gunners“ zahlten dafür Anfang Juli 1995 eine Ablösesumme von 7,5 Millionen Pfund.

#### FC Arsenal (1995–2006)

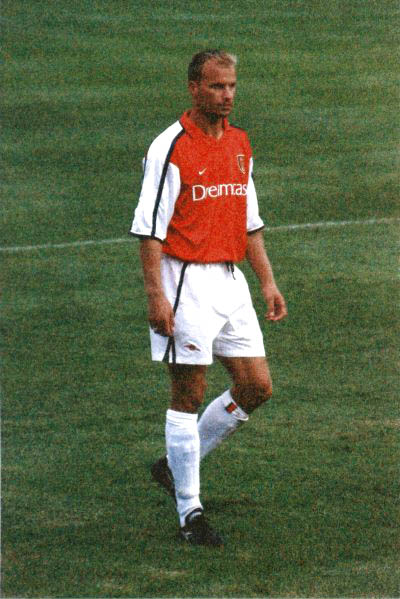
Dennis Bergkamp im Trikot des FC Arsenal (2001)

Die Wahl zugunsten des FC Arsenal war für Bergkamp in erster Linie eine Entscheidung für den englischen Fußball. Bergkamps Kindheitsidol war zwar Glenn Hoddle gewesen, aber damit war er ebenso wenig ein Anhänger von Tottenham Hotspur wie sein Vater von Manchester United – aufgrund dessen Verbundenheit zu Denis Law. Vielmehr kannte Bergkamps Agent Arsenals Vorstandsmitglied David Dein gut, nachdem sie im Februar 1995 den Transfer von Glenn Helder abgewickelt hatten. Trainer Bruce Rioch und Dein überzeugten den nach der Inter-Erfahrung skeptischen Bergkamp schließlich von einer neuen offensiven Spielweise des Vereins. Arsenal war selbst noch kurz zuvor eher für die Defensivkünste bekannt gewesen, hatte aber auch Spieler wie Ian Wright und weitere Stammkräfte in ihren Reihen, die für Stabilität standen.
Der Start in die erste Saison 1995/96 gestaltete sich zunächst schwierig. Die ersten sechs Ligaspielen ohne Torerfolg riefen bereits die ersten Kritiker auf den Plan, aber mit den ersten zwei Toren gegen den FC Southampton (4:2) machte Bergkamp einen Anfang. Fortan überzeugte er mit seiner Schusstechnik und den insgesamt überdurchschnittlichen technischen Fähigkeiten, die der Klub seit Liam Brady in den eigenen Reihen nicht mehr gesehen hatte. Er schoss im ersten Jahr 16 Pflichtspieltreffer (viele davon wurden als besonders „schön“ angesehen) und war dabei nicht einmal als Torjäger in vorderster Front eingesetzt. Vielmehr war er als hägende Spitze hinter Ian Wright unterwegs und mehr als in den Jahren zuvor Spielmacher. Davon profitierten auch David Platt und Paul Merson, die er durch gezielte Anspiele immer wieder in Szene setzte. Bergkamp wurde somit zu einem Repräsentanten des „neuen Arsenal“. Sein Tor zum 2:1-Endstand gegen die Bolton Wanderers sorgte außerdem dafür, dass sich der Klub für den UEFA-Pokal qualifizierte. Da Trainer Rioch dennoch entlassen wurde, sorgte sich Bergkamp in Anbetracht seiner Italien-Erfahrung kurz um die vormals getätigten Vereinszusagen. Als sich jedoch mit Arsène Wenger ein ausgewiesener Vertreter der Offensivschule als Nachfolger herauskristallisierte, sorgte dies für weitere Entwicklungsschübe in der Karriere des Niederländers. Zunächst wies ihm der Franzose eine Rolle der zweiten Sturmspitze neben Wright zu. Dank auch dieses neuen Sturmduos war Arsenal bis Ende April 1997 ein ernsthafter Anwärter auf den Gewinn des Premier-League-Titels.
Die dritte Arsenal-Saison 1997/98 war für Bergkamp sehr erfolgreich und am Ende gewann der Klub das „Double“ aus englischer Meisterschaft und FA Cup. Bergkamp hatte dabei eine derart zentrale Rolle gespielt, dass ihn am Ende sowohl die englischen Journalisten als auch die Kollegen der Spielergewerkschaft PFA als Englands Fußballer des Jahres auszeichneten. Bei insgesamt 40 Auftritten in der Startelf gelangen ihm 22 Tore und nahezu jede Offensivaktion lief über ihn. Neben den eigenen Toren (häufig per Distanzschuss) überzeugte er durch seine Passfähigkeiten, eine gute Spielübersicht und das Talent, lange Bälle in die Offensive gleichsam per Kopf oder Fuß zu kontrollieren. Unglücklicherweise verpasste er nach einer Trainingsverletzung die entscheidende Phase im FA Cup ab dem Halbfinale, nachdem er zuvor drei Treffer im Wettbewerb erzielt hatte. Seine guten Leistungen bei der anschließenden Weltmeisterschaft in Frankreich forderten zu Beginn der folgenden Saison 1998/99 ein wenig Tribut und mit Rückenproblemen verpasste er einige Partien der Hinrunde. Nach seiner Rückkehr zeigte er sich dann vor allem im Zusammenspiel mit dem neuen Sturmpartner Nicolas Anelka in guter Verfassung. Seine Fähigkeit, Tore aufzulegen, zeigte er besonders mit vier Vorlagen beim 5:0 gegen Leicester City. Ein unglückliche Figur machte er hingegen im FA-Cup-Halbfinale gegen Manchester United, als er kurz vor Ende der regulären Spielzeit des Wiederholungsspiels beim Stand von 1:1 einen Elfmeter verschoss – die Partie ging danach in der Verlängerung mit 1:2 verloren. Das nächste Highlight war im Jahr 2000 das Erreichen des Endspiels im UEFA-Pokal. Während Bergkamp in der Meisterschaft einige Partien wegen kleinerer Verletzungen verpasste, später aber mit dem Anelka-Nachfolger Thierry Henry eine neue erfolgreiche Sturmpartnerschaft begründete, schoss er im Halbfinalhinspiel gegen den RC Lens das Tor zum 1:0-Sieg. Später verlor er mit seiner Mannschaft im Finale gegen Galatasaray Istanbul nach Elfmeterschießen, wobei er bereits nach 75 Minuten für Nwankwo Kanu ausgetauscht worden war. Seine anhaltenden Verletzungssorgen und die aufstrebenden Stürmer Thierry Henry und Sylvain Wiltord sorgten dafür, dass Bergkamp nur in 19 Ligaspielen der Saison 2000/01 in der Startelf stand. Die besten Leistungen zeigte er dabei in der Champions League. Obwohl er bei Auswärtsspielen häufig nicht zur Verfügung stand – aufgrund seiner Flugangst weigerte er sich, seit 1994 ein Flugzeug zu betreten – war er besonders präsent im heimischen Highbury. Er bereitete beide Tore von Freddie Ljungberg gegen Lazio Rom (2:0) vor und rettete Arsenal mit einem eigenen Tor gegen Olympique Lyon (1:1) einen Punkt.
Vier Jahre nach dem Gewinn der ersten englischen Meisterschaft wiederholte Bergkamp mit Arsenal diesen Erfolg in der Saison 2001/02. Dazu kam der erneute Sieg im FA Cup, wobei Bergkamp nun auch im Endspiel, das gegen den FC Chelsea mit 2:0 gewonnen wurde, dabei sein konnte (er spielte 72 Minuten, bevor er beim Stand von 1:0 für Edu ausgewechselt wurde). Bemerkenswerte Vorkommnisse in einem Jahr, in dem er häufig mit konkurrierenden Stürmer „rotierte“ und folglich auch auf der Ersatzbank Platz nehmen musste, waren neben der roten Karte in der Pokalpartie gegen den FC Liverpool (1:0) – sein Foul mit beiden Beinen voraus gegen Jamie Carragher, der danach ebenfalls das Feld verlassen musste, führte zu einer Drei-Spiele-Sperre – in den Darbietungen in der Schlussphase zu finden. Er lief in neun der zehn letzten Ligapartien auf und harmonierte dort gut im Zusammenspiel mit Ljungberg. Bergkamp verteidigte mit Arsenal im Jahr darauf den FA Cup. Dabei stand er ebenfalls in der Startformation des Endspiels gegen den FC Southampton (1:0) und wurde erneut von Wenger rund eine Viertelstunde vor Ende ausgewechselt. Im selben Wettbewerb hatte er in der dritten Runde zuvor gegen Oxford United sein 100. Pflichtspieltor für Arsenal geschossen. Die Titelverteidigung in der Premier League misslang, obwohl die Mannschaft noch im März 2003 recht deutlicher Tabellenführer gewesen war und auch Bergkamp als hängende Spitze hinter Henry zumeist gute Leistungen gezeigt hatte.
Die beiden folgenden Jahre bis 2005 brachten Bergkamp mit dem Gewinn der jeweils dritten englischen Meisterschaft (2004) und FA-Cup-Trophäe (2005) die letzten großen Erfolge mit Arsenal. Dabei war er in der Saison 2003/04 Teil einer Mannschaft, die in der Liga komplett ungeschlagen blieb. Zwar hatte er nicht mehr die Torausbeute früherer Tage vorzuweisen, aber als Vorbereiter zeigte er trotz fortgeschrittenen Fußballer-Alters weiter eine hohe Qualität. Persönliche Highlights waren für ihn der 1:0-Siegtreffer gegen die Blackburn Rovers und seine beiden Vorlagen im letzten Saisonspiel gegen Leicester City, die dazu beitrugen, dass eine mögliche Niederlage in ein 2:1 umgewandelt werden konnte. Beim Sieg im 2005er Pokalfinale gegen Manchester United stand er dann in der Startformation, wurde aber bereits nach 65 Minuten für Ljungberg ausgewechselt, wodurch er nach torlosen 120 Minuten am erfolgreichen Elfmeterschießen nicht mehr teilnehmen konnte.
In seinem letzten Profijahr belegte Bergkamp mit Arsenal den vierten Platz in der Premier League. In der Champions League erzielte er gegen den FC Thun am ersten Gruppenspieltag den 2:1-Siegtreffer in der Nachspielzeit. Die Reise endete in der „Königsklasse“ für Arsenal erst im Endspiel, wobei Bergkamp bei der 1:2-Niederlage gegen den FC Barcelona auf der Ersatzbank saß. Zuvor hatte der Klub anlässlich des Heimspiels gegen West Bromwich Albion den „Bergkamp Day“ ausgerufen und orange Trikots mit der Inschrift „DB10“ (orientiert an seinen Initialen und der bevorzugten Rückennummer) an die einheimischen Anhänger verteilt. Bergkamp wurde in der zweiten Halbzeit eingewechselt, bereitete nach dem zwischenzeitlichen Ausgleich den 2:1-Führungstreffer von Robert Pirès vor und erzielte kurz vor Ende den Treffer zum 3:1-Endstand selbst – dies war gleichzeitig das letzte Arsenal-Tor in seiner Laufbahn.
Offiziell verließ Bergkamp den FC Arsenal am 22. Juli 2006 mit einem Abschiedsspiel anlässlich der Eröffnung des Emirates Stadium. Dabei traf der FC Arsenal auf Ajax Amsterdam und zu den Teilnehmern gehörten diverse Wegbegleiter, darunter Frank Rijkaard, Johan Cruyff, Emmanuel Petit, David Seaman, Marc Overmars und Thierry Henry.
Im Februar 2014 wurde eine Bronzestatue vor dem Emirates Stadium enthüllt, die Bergkamp bei der Ballannahme vor seinem Tor bei der Fußball-Weltmeisterschaft 1998 im Viertelfinale gegen Argentinien zeigt.

### In der Nationalmannschaft

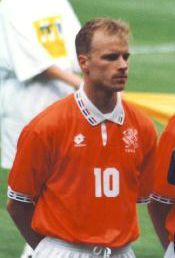
Dennis Bergkamp als niederländischer Nationalspieler (1996).

Nachdem Bergkamp bei der WM 1990 in Italien noch unberücksichtigt geblieben war, debütierte er kurz nach dem Turnier am 26. September 1990 gegen Italien in Palermo anlässlich eines Freundschaftsspiels. Die Partie ging mit 0:1 verloren, aber fortan war er fester Bestandteil der niederländischen A-Nationalmannschaft. Er absolvierte sieben Qualifikationsspiele zur anstehenden Euro 1992 in Schweden und dabei gelang ihm im Spiel gegen Griechenland (2:0) knapp zwei Monate nach seinem Einstand das erste Länderspieltor. Beim Endrundenturnier selbst entwickelte er sich zu einem der neuen „Stars“ im europäischen Fußball. Er absolvierte alle vier Partien im Team des Titelverteidigers und schoss drei Tore – zunächst den einzigen Treffer im ersten Spiel gegen Schottland, danach gegen den amtierenden Weltmeister Deutschland zum 3:1-Endstand und zuletzt im Halbfinale gegen den späteren Titelgewinner Dänemark, das im Elfmeterschießen verloren ging (Bergkamp hatte dabei zu den erfolgreichen Schützen gehört).
Bergkamp wurde nach dem Turnier ins All-Star-Team der EM gewählt.
Auch bei der folgenden WM 1994 in den USA erzielte Bergkamp drei Tore, jeweils den ersten Treffer gegen Marokko (2:1) in der Gruppenphase und im Achtelfinale gegen Irland sowie das 1:2-Anschlusstor im Viertelfinale gegen den späteren Weltmeister Brasilien (Endstand 2:3). Die Euro 1996 in England verlief enttäuschend. Zwar war Bergkamp auch hier in allen vier Partien von „Oranje“ in der Startelf, aber mit Ausnahme eines Torerfolgs gegen die Schweiz (2:0) blieb die gesamte Mannschaft hinter den Erwartungen zurück. In einem Umfeld von Zerstrittenheit geriet die letzte Gruppenpartie gegen Gastgeber England (1:4) zu einem Desaster und beim tristen Viertelfinalaus gegen Frankreich im Elfmeterschießen nach torlosen 120 Minuten hatte Bergkamp nur eine Stunde auf dem Platz gestanden.
Den wohl größten Eindruck auf internationaler Bühne machte Bergkamp bei der WM 1998 in Frankreich. Zuvor war ihm in der Qualifikation gegen Wales (7:1) der erste (und einzige) Länderspiel-Hattrick in seiner Laufbahn gelungen. Wie vier Jahre, zuvor schoss er auch in Frankreich drei Tore, eins in der Vorrunde gegen Südkorea (5:0) und danach jeweils im Achtel- und Viertelfinale gegen Jugoslawien (2:1) und Argentinien (2:1). Sein Tor kurz vor Spielende gegen Argentinien zum 2:1 gilt als eines der schönsten Tore der Fußball-WM-Geschichte und wird auch von Bergkamp als der beste Treffer in seiner Laufbahn angesehen. Dabei kontrollierte er einen aus der eigenen Hälfte hoch geschlagenen Diagonalpass von Frank de Boer im gegnerischen Strafraum, spitzelte dabei den Ball durch die Beine des Gegenspielers Roberto Ayala und überwand den argentinischen Torhüter Carlos Roa aus spitzem Winkel mit dem rechten Außenrist. Mit diesem 36. Länderspieltreffer übertraf er auch den vormaligen niederländischen Rekordtorschützen Faas Wilkes. Im Halbfinale unterlag Bergkamp mit seinen Mannen erneut Brasilien. Die Partie ging ins Elfmeterschießen und obwohl Bergkamp ein weiteres Mal seinen Strafstoß verwandelt hatte, endete die Partie nach Fehlschüssen von Phillip Cocu und Ronald de Boer mit dem Aus.
Bei der Euro 2000 galt Co-Gastgeber Niederlande als Turnierfavorit. Bergkamp gelang bei fünf Auftritten kein eigener Treffer und im Halbfinale war erneut im Elfmeterschießen Schluss. Gegner war dabei Italien und Bergkamp hatte die entscheidende Phase nach seiner Auswechslung in der 86. Minute nicht mehr beeinflussen können. Danach erklärte Bergkamp nach insgesamt 79 A-Länderspielen und 37 Toren seinen Rücktritt, vor allem mit dem Ziel, sich fortan auf seine Vereinskarriere in England konzentrieren zu wollen.

### Als Trainer
In der Saison 2008/09 sammelte Bergkamp als Assistent von Johan Neeskens bei der niederländischen B-Nationalmannschaft erste Erfahrungen als Trainer. Mit dem Beginn der Saison 2009/10 arbeitete er als Jugendtrainer bei seinem ehemaligen Verein Ajax. Am 17. Februar 2010 erhielt er sein Trainerdiplom. In der Saison 2011/12 wurde er zum Co-Trainer von Frank de Boer. Seit dessen Abgang vor der Saison 2016/17 war er im Staff von Peter Bosz als Assistenztrainer tätig.

## Titel bzw. Auszeichnungen
Mit seinen Vereinen 
- Europapokal der Pokalsieger (1): 1987
- Niederländischer Pokal (2): 1987, 1993
- Niederländische Meisterschaft (1): 1990
- UEFA-Pokal (2): 1992, 1994
- Englische Meisterschaft (3): 1998, 2002, 2004
- Englischer Pokal (3): 2002, 2003, 2005
- FA Charity/Community Shield (3): 1998, 2002, 2004

 Persönliche Ehrungen 
- Fußball-Talent des Jahres in den Niederlanden (1): 1990
- Torschützenkönig in der Ehrendivision (3): 1991, 1992, 1993
- Fußballer des Jahres der Ehrendivision (2): 1992, 1993
- Torschützenkönig bei einer Europameisterschaft (1): 1992 (zusammen mit 3 anderen Spielern)
- Torschützenkönig des UEFA-Pokals (1): 1994
- Dritter bei der Wahl zum FIFA-Weltfußballer des Jahres: 1993 und 1997
- Englands Fußballer des Jahres (1): 1998 (Journalisten- und Spielerwahl)
- Englands Fußballer des Monats (4): August 1997, September 1997, März 2002, Februar 2004
- PFA Team of the Year (1): 1997/98
- Aufnahme in die English Football Hall of Fame: 2007
- All-Star-Team der Europameisterschaft: 1992
- Mitglied der Hall of Fame der Premier League

## Saisonstatistik
| Verein          | Liga            | Saison          | Liga   | Liga | Nat. Pokal | Nat. Pokal | Europapokal | Europapokal | Ligapokal | Ligapokal | Gesamt | Gesamt |
| Verein          | Liga            | Saison          | Spiele | Tore | Spiele     | Tore       | Spiele      | Tore        | Spiele    | Tore      | Spiele | Tore   |
| --------------- | --------------- | --------------- | ------ | ---- | ---------- | ---------- | ----------- | ----------- | --------- | --------- | ------ | ------ |
| Ajax Amsterdam  | Eredivisie      | 1986/87         | 14     | 2    | 5          | 0          | 4           | 0           | -         | -         | 23     | 2      |
| Ajax Amsterdam  | Eredivisie      | 1987/88         | 25     | 5    | 1          | 0          | 6           | 1           | -         | -         | 32     | 6      |
| Ajax Amsterdam  | Eredivisie      | 1988/89         | 30     | 13   | 3          | 3          | 1           | 0           | -         | -         | 34     | 16     |
| Ajax Amsterdam  | Eredivisie      | 1989/90         | 25     | 8    | 2          | 1          | 1           | 0           | -         | -         | 28     | 9      |
| Ajax Amsterdam  | Eredivisie      | 1990/91         | 33     | 25   | 3          | 1          | -           | -           | -         | -         | 36     | 26     |
| Ajax Amsterdam  | Eredivisie      | 1991/92         | 30     | 24   | 3          | 0          | 11          | 6           | -         | -         | 44     | 30     |
| Ajax Amsterdam  | Eredivisie      | 1992/93         | 28     | 26   | 4          | 4          | 8           | 3           | -         | -         | 40     | 33     |
| Gesamt          | Gesamt          | Gesamt          | 185    | 103  | 21         | 9          | 31          | 10          | -         | -         | 237    | 122    |
| Inter Mailand   | Serie A         | 1993/94         | 31     | 8    | 13         | 9          | 11          | 8           | -         | -         | 55     | 25     |
| Inter Mailand   | Serie A         | 1994/95         | 21     | 3    | 3          | 1          | 2           | 1           | -         | -         | 26     | 5      |
| Gesamt          | Gesamt          | Gesamt          | 52     | 11   | 16         | 10         | 13          | 9           | -         | -         | 81     | 30     |
| FC Arsenal      | Premier League  | 1995/96         | 33     | 11   | 1          | 0          | -           | -           | 7         | 5         | 41     | 16     |
| FC Arsenal      | Premier League  | 1996/97         | 29     | 12   | 2          | 1          | 1           | 0           | 2         | 1         | 34     | 14     |
| FC Arsenal      | Premier League  | 1997/98         | 28     | 16   | 7          | 3          | 1           | 1           | 4         | 2         | 40     | 22     |
| FC Arsenal      | Premier League  | 1998/99         | 29     | 12   | 6          | 3          | 3           | 1           | 1         | 0         | 39     | 16     |
| FC Arsenal      | Premier League  | 1999/00         | 28     | 6    | -          | -          | 11          | 4           | -         | -         | 39     | 10     |
| FC Arsenal      | Premier League  | 2000/01         | 25     | 3    | 5          | 1          | 5           | 1           | -         | -         | 35     | 5      |
| FC Arsenal      | Premier League  | 2001/02         | 33     | 9    | 6          | 3          | 6           | 2           | 1         | 0         | 46     | 14     |
| FC Arsenal      | Premier League  | 2002/03         | 29     | 4    | 4          | 2          | 7           | 1           | 1         | 0         | 41     | 7      |
| FC Arsenal      | Premier League  | 2003/04         | 28     | 4    | 3          | 1          | 6           | 0           | 1         | 0         | 38     | 5      |
| FC Arsenal      | Premier League  | 2004/05         | 29     | 8    | 4          | 0          | 4           | 0           | 1         | 0         | 38     | 8      |
| FC Arsenal      | Premier League  | 2005/06         | 24     | 2    | 1          | 0          | 4           | 1           | 1         | 0         | 30     | 3      |
| Gesamt          | Gesamt          | Gesamt          | 315    | 87   | 39         | 14         | 48          | 11          | 19        | 8         | 421    | 120    |
| Karriere Gesamt | Karriere Gesamt | Karriere Gesamt | 552    | 201  | 76         | 33         | 92          | 30          | 19        | 8         | 739    | 272    |

## Privates
Dennis Bergkamp ist seit 1993 mit Henrita Ruizendaal verheiratet, das Paar hat vier Kinder: Estelle Deborah, Mitchel Dennis, Yasmin Naomi und Saffron Rita. Sein Neffe Roland Bergkamp ist ebenfalls Fußballer, er spielt in der niederländischen Eredivisie für Sparta Rotterdam. Er ist sehr eng mit Marc Overmars – seinem ehemaligen Kollegen in der niederländischen Nationalelf sowie bei Ajax Amsterdam und dem FC Arsenal – befreundet.
Bergkamp leidet an Flugangst. Die Krankheit brach nach einem Zwischenfall während der Weltmeisterschaft 1994 in den USA aus und hatte zur Folge, dass Bergkamp danach nicht mehr in ein Flugzeug steigen wollte. Zu Auswärtsspielen seiner Teams reiste er daraufhin nur noch per Auto oder allein im Mannschaftsbus an, was vor allem bei Spielen in europäischen Klubwettbewerben oder mit der niederländischen Nationalmannschaft große Strapazen mit sich brachte. War die Reise zu weit, blieb er zu Hause.